# Sylven Landesberg
Sylven Joshua Landesberg (Brooklyn, Nueva York, 10 de abril de 1990) es un jugador de baloncesto estadounidense, con nacionalidad israelí y austriaca, que actualmente juega en el Hapoel Haifa B.C. de la Ligat Winner. Con 1,98 metros de altura, juega en la posición de alero.

## Trayectoria deportiva

### Universidad
Jugó durante dos temporadas con los Cavaliers de la Universidad de Virginia, en las que promedió 17 puntos, 5,5 rebotes y 3 asistencias por partido.
En el año 2010 se presentó al Draft de la NBA, pero no fue escogido por ningún equipo. Tres meses antes, la universidad le había suspendido por saltarse varias clases y no pudo jugar el resto de temporada.

### Profesional
Tras llegar a Israel en el año 2010, en las filas del Maccabi Haifa B.C., promedia 20.7 puntos, 5.4 rebotes y 2.7 asistencias por partido.
En 2012, firma con el Maccabi Tel Aviv por 3 temporadas, donde más tarde, en 2014 ganaría la Euroliga y la liga de Israel.
El 1 de agosto de 2017, después de 5 años en el Maccabi Tel Aviv, firmó con el Movistar Estudiantes de la liga ACB por una temporada.
El 1 de abril de 2018 anota 48 puntos y una valoración total de 52 ante el FC Barcelona, esta exhibición suponen la mejor anotación en ACB desde que el 22 de enero de 1994 Michael Smith firmara 50 puntos con el Valencia Basket. Los 52 puntos de valoración supusieron el récord histórico para un jugador del CB Estudiantes.
Con 20 puntos por partido, es el segundo máximo anotador de la Liga ACB en la temporada 2017-18, y junto a Gary Neal, Luka Dončić, Tornike Shengelia, y Henk Norel forma parte del quinteto ideal de la liga.
El 8 de agosto de 2023, firma por el Club Baloncesto Gran Canaria de la Liga Endesa.El 5 de junio de 2024, se anunciaría su desvinculación del conjunto canario.
En julio de 2024, firma por el Hapoel Haifa B.C. de la Ligat Winner.

## Selección nacional
Es internacional por Austria, el país natal de su abuelo paterno. Debutó con Austria el 29 de noviembre de 2018 ante Gran Bretaña anotando 49 puntos, 40 de ellos en la primera parte.

## Vida personal
Su abuelo paterno era un judío austriaco y su abuela paterna, polaca. Ambos tuvieron que huir de Europa hacia Estados Unidos, donde nació el padre de Sylven. Su madre es originaria de Trinidad y Tobago. Después de realizar el servicio militar obligatorio en Israel en el año 2013, obtiene la nacionalidad israelí.